# Ivana Korolová
Ivana Korolová (Pardubice, 17 settembre 1988) è un'attrice, doppiatrice e cantante ceca.

## Biografia
Ha completato la propria formazione presso il conservatorio di Praga.
Nel 2017, a seguito del decesso della doppiatrice Helena Štáchová la sostituisce nel ruolo di Lisa Simpson in I Simpson.
Nel 2020 è diventata madre di una bambina.

## Filmografia

### Cinema
- Panic je nanic - regia di Ivo Macharácek (2006)
- Ať žijí rytíři! - regia di Karel Janák (2009)
- Modelky s.r.o - regia di David Laňka e Tomáš Magnusek (2014)

### Televisione
- Dvanáct měsíčků - regia di Karel Janák - film TV (2012)
- Gympl s (r)učením omezeným - serie TV (2013)
- Ohnivý kuře - serie TV (2016)
- Četníci z Luhačovic - serie TV (2017)
- Krejzovi - serie TV (2018)
- Dobré zprávy - serie TV (2022)

## Doppiaggio

### Film
- Fernanda Carvalho in Anjos do sol
- Ashley Greene in Twilight
- Bella Heathcote in Dark Shadows

### Film d'animazione
- Rapunzel in Rapunzel - L'intreccio della torre
- Margo in Cattivissimo me
- Tip in Home - A casa
- Gioia in Inside Out

### Serie televisive
- Dena Kaplan in Dance Academy
- Amber Tamblyn in Dr. House - Medical Division
- Zendaya in A tutto ritmo
- Naomi Scott in Lemonade Mouth
- China Anne McClain in A.N.T. Farm - Accademia Nuovi Talenti
- Mary Wiseman in Star Trek: Discovery

### Serie televisive d'animazione
- Musa in Winx Club
- Marlyn in I pinguini di Madagascar
- Principessa Gommarosa in Adventure Time
- Iris in Pokémon
- Spike in My Little Pony - L'amicizia è magica
- Lisa Simpson in I Simpson
- Miko Nakadai in Transformers: Prime

## Discografia
- Semafor léta 1989–2015 - album (2018)